# Wairaurāhiri River
Der Wairaurāhiri River ist ein Fluss in der Region Southland auf der Südinsel von Neuseeland.

## Geographie
Er bildet den Abfluss des Lake Hauroko und fließt kontinuierlich nach Süden, bis er nordwestlich von Stewart Island in die Foveauxstraße mündet. Im Osten des Flusses liegt die Hump Ridge, deren Gipfel teilweise über 1000 Meter hoch sind. Unter anderem Bäche von deren westlichen Hängen führen Wasser über den Wairaurāhiri River ab.

## Infrastruktur
Die nächste Ortschaft ist das mehrere dutzend Kilometer östlich gelegene Tuatapere, welches über den New Zealand State Highway 99 an das Straßennetz angebunden ist. Entlang des Flusses selbst liegen lediglich Wanderwege sowie Hütten.